# Maria Bartłomieja Bagnesi
Maria Bartłomieja Bagnesi (Bartholomaea Bagnesi, Marietta Bagnesi) (ur. 1514 we Florencji, zm. 28 maja 1577) – włoska błogosławiona Kościoła katolickiego.

## Życiorys
Maria Bartłomieja Bagnesi urodziła się w szlacheckiej rodzinie. W 1547 roku przyjęła habit tercjarek dominikańskich. Od 18 roku życia chorowała na nieznaną chorobę; miała bezwład kończyn. 
Zmarła 28 maja 1577 roku w wieku 63 lat i została pochowana w klasztorze karmelitów Santa Maria degli Angeli we Florencji, gdzie znajduje się jej ciało. Kult jako błogosławionej zatwierdził 11 lipca 1804 roku papież Pius VII.